# Un mari presque fidèle
Un mari presque fidèle (titre original : The Constant Husband) est un film britannique réalisé par Sidney Gilliat sorti en 1955. 
Ce film a connu une sortie tardive en raison de la faillite de la British Lion Film Corporation.

## Synopsis
William Edgerton (Rex Harrison) s'éveille dans un modeste hôtel d'un petit port de pêche où les autochtones parlent un étrange langage qu'il ne comprend pas : normal, il s'agit de Newquay sur la baie de Cardigan dans le pays de Galles, et les braves pêcheurs du cru ne parlent que le dialecte gaélique. Il s'avère que William est totalement amnésique et le voilà contraint d'aller à la recherche de lui-même, avec l'aide d'un psychiatre gallois quelque peu excentrique nommé Llewelyn (Cecil Parker) qui conduit à tombeau ouvert une antique Bentley sport d'avant-guerre et porte une paire de moustaches conquérantes à la façon des officiers de la RAF.
Il ira de surprises en surprises : il est polygame, marié à pas moins de sept femmes, toutes plus belles et plus fortunées  les unes que les autres, auprès desquelles ce charmant escroc-caméléon endosse autant de personnalités différentes (officier de marine, officier de l'armée d'aviation, chef d'entreprise, etc.). Celle qui lui donnera le plus de fil à retordre est artiste de cirque, une volcanique italienne (jouée par l'actrtice française Nicole Maurey) qui a tout son clan familial à ses côtés. S'ensuit un procès à scandale au tribunal d'Old Bailey dont il ne pourra s'échapper que pour mieux retomber dans les filets de sa célébrissime et très amoureuse avocate.
L'annonce publicitaire du film portait ce sous-titre alléchant : « L'homme qui est allé une femme plus loin que le roi Henri VIII ».

## Distribution
- Rex Harrison : William Egerton
- Cecil Parker : Llewellyn
- Sally Lahee : l'infirmière
- Kay Kendall : Monica Hathaway
- Nicole Maurey : Lola
- Valerie French : Bridget
- Ursula Howells : Ann
- Jill Adams : Joanna Brent
- Roma Dunville : Elizabeth
- Robert Coote : Jack Carter
- Raymond Huntley : J.F. Hassett
- Noel Hood : Gladys
- Eric Pohlmann : Papa Sopranelli
- Marie Burke : Mama Sopraneli
- George Cole : Luigi Sopranelli
- Derek Sydney : Giorgio Sopranelli
- Guy Deghy : Stromboli
- Margaret Leighton : Miss Chesterman
- Eric Berry : le procureur
- Michael Hordern : le Juge
- Charles Lloyd : l'avoué
- Arthur Howard : le greffier
- John Robinson : le secrétaire
- Michael Ripper : le préposé aux bagages perdus
- Muriel Young : Clara